# Encymon ruficollis
Encymon ruficollis es una especie de coleóptero de la familia Endomychidae.

## Distribución geográfica
Habita en Nueva Bretaña, Nueva Irlanda y Nueva Guinea.